# Thomas Rathsack
Thomas Rathsack (født 4. marts 1967) er en dansk forfatter og foredragsholder. Han er tidligere soldat i Jægerkorpset.
Rathsack er opvokset i Gentofte, blev student fra Øregård Gymnasium i 1985 og dimitterede fra Copenhagen Business School i 1993. I 1986 blev han sergent i Livgarden og i 1990 blev han optaget i Jægerkorpset, hvor han gjorde tjeneste til 1994. Han arbejdede fra 1995 til 1997 som fotograf i Sydamerika og derefter som it-medarbejder i Mermaid Computer og TopNordic, inden han i 2000 og 2001 vendte tilbage til forsvaret som programleder for Danish Demining Group i Kaukasus og Afghanistan. Frem til 2008 deltog han i en række specialoperationer i Afghanistan og Irak. Den enhed som Rathsack var en del af modtog den højeste amerikanske enhedsudmærkelse, Presidential Unit Citation, efter deltagelse i Task Force K-BAR i Afghanistan. Fra 2008 til 2009 arbejdede han som uddannelsesofficer i Hjemmeværnet.
I 2009 udgav den selvbiografiske bog Jæger – i krig med eliten om sine krigsoplevelser, hvilket vakte opmærksomhed pga. omstændighederne ved bogens udgivelse, der medførte at forsvarschef Tim Sloth Jørgensen trådte tilbage. Han har siden udgivet en række skønlitterære thrillers.
Rathsack er kendt fra medierne hvor han jævnligt bliver brugt som kommentator på aktuelle begivenheder. Han har desuden medvirket i tv-serien Korpset på TV2, hvor en gruppe personer gennemgår fysiske prøver, som ligner dem i jægerkorpset.